# Prosoplecta sumatrana
Prosoplecta sumatrana är en kackerlacksart som först beskrevs av Robert Walter Campbell Shelford 1909.  Prosoplecta sumatrana ingår i släktet Prosoplecta och familjen småkackerlackor. Inga underarter finns listade i Catalogue of Life.